# 音乐教育

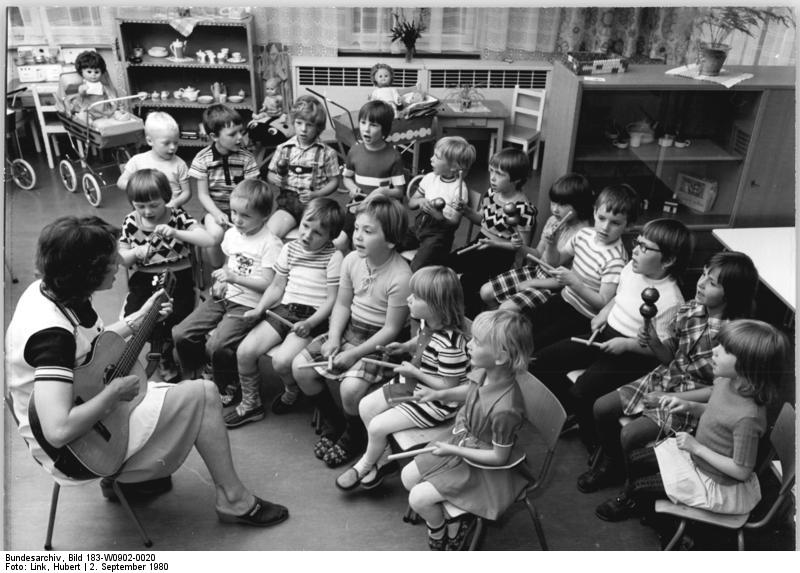
音乐教育

音乐教育主要是在学校进行的活动，包括对幼儿的音乐教育，是研究教育和音乐的边缘学科，包括教育课程的设置，教学方法，幼儿教育，对身心不健全的儿童音乐教育内容和方法等。研究音乐教育包括许多分支，如音乐教育哲学、音乐教育心理学、音乐教育社会学、音乐教育工程学、业余音乐教育、幼儿音乐教育、特种儿童音乐教育、专业音乐教育等。

## 著名音樂教學法
- 鈴木教學法（Suzuki method）
- 高大宜音樂教學法（Kodály method）
- 奧福音樂教學法（Orff Approach）
- 達克羅士音樂教學法（Dalcroze Eurhythmics）
- 戈登音樂教學法（Gordon Music Learning Theory）